# Ländler
Ländler é uma dança popular germânica pouco movimentada, em compasso de 3/4 ou 3/8, derivada do antigo Abtanz alemão, em compasso de três tempos. Precursora da valsa foi, na sua origem, uma dança regional de Landel (Áustria), depressa se espalhando por todas a comarcas alemãs.

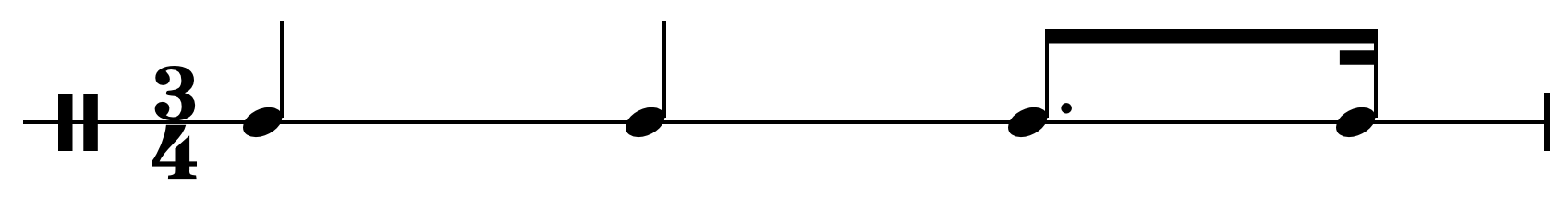
Ritmo do Ländler.